# 유오성
유오성(劉五性, 1966년 9월 11일~)은 대한민국의 배우이다.

## 경력
- 문예진흥원 연극 아카데미 4기

## 학력
- 인천고등학교 졸업(1985년)
- 한양대학교 연극영화학과(85학번)

## 에피소드
- 2008년 6월 유오성은 만화가 김성모의 원작으로 전문 털이범의 일대기를 다룬 영화 《대털》에 배우 이정진과 같이 주연으로 캐스팅되었다. 이 영화는 원래 <미스터 주부퀴즈왕>의 유선동 감독이 연출을 맡고 프라임엔터테인먼트에서 제작하기로 되어있었으나 프라임 엔터테인먼트의 경영난이 심각해지면서 결국 《대털》은 촬영이 취소되었다. 이 때문에 유오성이 6개월간 《대털》에 출연하기 위해 준비해 온 노력이 헛수고로 돌아갔다.[5][6]

- 유오성의 형 유상범은 초엘리트로 검사로 서울중앙지검 3차장검사 등 요직을 거쳤고, 미래통합당 소속으로 제21대 국회의원, 제22대 국회의원에 취임하였고, 형 유상임은 초엘리트로 장관에 재임하였다.[7]

## 연기 활동

### 드라마
- 1998년 MBC 《내일을 향해 쏴라》 ... 강대호 역
- 1999년 MBC 《하나뿐인 당신》 ... 장재훈 역
- 2000년 MBC 《뜨거운 것이 좋아》 ... 강만호 역
- 2010년 MBC 《김수로》 ... 신귀간 역
- 2004년 SBS 《장길산》 ... 장길산 역
- 2006년 KBS2 《투명인간 최장수》 ... 최장수 역
- 2007년 SBS 《연인이여》 ... 고동우 역
- 2009년 SBS 《태양을 삼켜라》 ... 잭슨 리 역
- 2009년 KBS2 《천하무적 이평강》 ... 태백 경찰서의 경찰 역(특별출연)
- 2012년 SBS 《신의》 ... 기철 역
- 2012년 KBS2 《KBS 드라마 스페셜 - 국회의원 정치성 실종사건》 ... 정치성 역
- 2013년 KBS2 《KBS 드라마 스페셜 - 마귀 - 파발, 지옥을 달리다》 ... 문복 역
- 2014년 KBS2 《조선 총잡이》 ... 최원신 역
- 2015년 KBS2 《스파이》 ... 황기철 역
- 2015년 KBS2 《KBS 드라마 스페셜 - 그 형제의 여름》 ... 최국진 역
- 2015년~2016년 KBS2 《장사의 신 - 객주 2015》 ... 길소개 역
- 2016년 KBS2 《함부로 애틋하게》 ... 최현준 역
- 2016년 KBS2 《KBS 드라마 스페셜 - 전설의 셔틀》 ... 담임 역
- 2018년 KBS2 《너도 인간이니?》 ... 서종길 역
- 2019년 JTBC 《나의 나라》 ... 서검 역(특별출연)
- 2021년 MBC 《검은 태양》 ... 백모사 역
- 2023년 넷플릭스 《스위트홈 시즌 2》 ... 탁인환 역
- 2023년~2024년 JTBC 《웰컴투 삼달리》 … 조상태 역
- 2024년 넷플릭스 《스위트홈 시즌 3》 ... 탁인환 역
- 2024년 MBC 《이토록 친밀한 배신자》 ... 정두철 역(특별출연)

### 영화
- 1991년 《러브 러브》 ... 달식 역
- 1993년 《첫사랑》 ... 연극반 한양대 역
- 1994년 《나는 소망한다 내게 금지된 것을》 ... 황남기 역
- 1995년 《닥터 봉》 ... 온달 역
- 1995년 《맨?》 ... 성충도 역
- 1995년 《테러리스트》 ... 점표 역
- 1996년 《그들만의 세상》 ... 백준 역
- 1997년 《쁘아종》 ... 영진 역
- 1997년 《비트》 ... 태수 역
- 1998년 《토요일 오후 2시》 ... 달수 역
- 1998년 《아름다운 시절》 ... 상철 역
- 1999년 《간첩 리철진》 ... 리철진 역
- 1999년 《주유소 습격 사건》 ... 무대포 역
- 2001년 《친구》 ... 이준석 역
- 2002년 《챔피언》 ... 김득구 역
- 2003년 《별》 ... 영우 역
- 2004년 《도마 안중근》 ... 안중근 역
- 2006년 《각설탕》 ... 윤 조교사 역
- 2009년 《징검다리》
- 2009년 《감자 심포니》 ... 진한 역
- 2010년 《반가운 살인자》 ... 김영석 역
- 2011년 《챔프》 ... 윤 조교사 역
- 2012년 《돈 크라이 마미》 ... 오 형사 역
- 2013년 《친구 2》 ... 이준석 역
- 2015년 《내 심장을 쏴라》 ... 최기훈 역
- 2018년 《안시성》 ... 연개소문 역(특별출연)
- 2021년 《강릉》 ... 김길석 역

## 연기 외 활동

### 진행
- SBS 《유오성의 백만불 미스터리》
- TV CHOSUN  《탐사보도 세븐》

### 뮤직비디오
- 1999년 김장훈 - 〈슬픈선물〉
- 2002년 김범수 - 〈보고싶다〉
- 2003년 바이브 - 〈오래오래〉
- 2011년 서윤 - 잘가세요
- 2013년 마이네임 - 〈Baby I'm sorry〉
- 2015년 MC스나이퍼 - 〈사랑비극〉

### 광고
- 1993년 롯데웰푸드 몽쉘통통(권해효와 함께)
- 1998년 KT 원샷018(차인표와 함께)
- 1999년 농심 신라면큰사발
- 1999년 현대자동차 아반떼(윤기원과 함께)
- 2000년 우체국
- 2001년 SK텔레콤 엔탑
- 2001년 롯데주류 산 소주
- 2001년 현대약품 아메딘
- 2001년 한국투자증권
- 2004년 현대카드 M(장동건과 함께)
- 2025년 서울우유 치즈(지창욱과 함께)

## 수상 및 후보
| 연도 | 시상식                     | 부문                           | 작품                                         | 결과 |
| ---- | -------------------------- | ------------------------------ | -------------------------------------------- | ---- |
| 1994 | 제30회 백상예술대상        | 영화부문 남자 신인연기상       | 나는 소망한다 내게 금지된 것을               | 후보 |
| 1994 | 제32회 대종상              | 신인남우상                     | 나는 소망한다 내게 금지된 것을               | 후보 |
| 1997 | 제35회 대종상              | 남우조연상                     | 비트                                         | 후보 |
| 1998 | MBC 연기대상               | 남자 신인연기상                | 내일을 향해 쏴라                             | 수상 |
| 1999 | 한국최고인기연예대상       | 인기상                         |                                              | 수상 |
| 2000 | 제1회 부산영화평론가협회상 | 남우조연상                     | 주유소 습격사건                              | 수상 |
| 2000 | MBC 연기대상               | 남자 우수연기상                | 뜨거운 것이 좋아                             | 후보 |
| 2001 | 제38회 대종상              | 남우주연상                     | 친구                                         | 후보 |
| 2001 | 제22회 청룡영화상          | 남우주연상                     | 친구                                         | 후보 |
| 2001 | 제9회 이천춘사대상영화제   | 남우주연상                     | 친구                                         | 수상 |
| 2001 | 제46회 아시아태평양영화제  | 남우주연상                     | 친구                                         | 수상 |
| 2002 | 제38회 백상예술대상        | 영화부문 남자 인기상           | 친구                                         | 수상 |
| 2002 | 제38회 백상예술대상        | 영화부문 남자 최우수연기상     | 친구                                         | 후보 |
| 2002 | 제1회 대한민국 영화대상    | 남우주연상                     | 챔피언                                       | 후보 |
| 2003 | 제40회 대종상              | 남우주연상                     | 챔피언                                       | 후보 |
| 2006 | KBS 연기대상               | 네티즌상                       | 투명인간 최장수                              | 후보 |
| 2007 | 제44회 대종상              | 남우조연상                     | 각설탕                                       | 후보 |
| 2007 | SBS 연기대상               | 연속극 부문 남자 연기상        | 연인이여                                     | 후보 |
| 2009 | SBS 연기대상               | 특별기획 부문 남자 조연상      | 태양을 삼켜라                                | 후보 |
| 2012 | KBS 연기대상               | 남자 연작·단막극상             | KBS 드라마 스페셜 - 국회의원 정치성 실종사건 | 후보 |
| 2013 | KBS 연기대상               | 남자 연작·단막극상             | KBS 드라마 스페셜 - 마귀, 엄마의 섬          | 수상 |
| 2014 | KBS 연기대상               | 남자 조연상                    | 조선 총잡이                                  | 후보 |
| 2015 | KBS 연기대상               | 중편드라마부문 남자 우수연기상 | 장사의 신 - 객주 2015                        | 후보 |
| 2018 | KBS 연기대상               | 남자 조연상                    | 너도 인간이니                                | 후보 |

## 가족 관계
- 배우자: 명승희
  - 슬하 2남
- 아버지: 유영호 (1928년 ~ 1996년)
- 어머니: 김옥선 (1927년 7월 12일 ~ 2016년 8월 17일)
- 첫째형: 유성갑
- 둘째형: 유상임 (1959년 10월 10일 ~ )
- 셋째형: 유상범 (1966년 6월 4일 ~ )
- 여동생: 유경희